# Propaganda Dois
Propaganda Due, Propaganda Dois ou P2, era uma loja maçônica operando sob a jurisdição do Grande Oriente da Itália entre 1945 a 1976 (quando a constituição foi reformada), e uma loja maçônica secreta funcionando ilegalmente (em violação do artigo 18 da Constituição da Itália que proíbe associações secretas) de 1976 a 1981.
Durante os anos em que foi liderada por Licio Gelli, além de conspirar politicamente para assumir o controle dos aparelhos do Estado italiano, a P2 esteve implicada em inúmeros crimes na Itália, incluindo o colapso do Banco do Vaticano — afiliado do Banco Ambrosiano, os assassinatos do jornalista Mino Pecorelli e do banqueiro Roberto Calvi, a manipulação do inquérito relativo ao sequestro de Aldo Moro, o atentado ao Italicus Express, o massacre de Bolonha, o hipotético assassinato de Albino Luciani (o Papa João Paulo I), além de casos de corrupção nacional no escândalo Tangentopoli. As atividades ilícitas da P2 vieram à tona através das investigações sobre o colapso do império financeiro de Michele Sindona.
Entre 1965 e 1981, a loja influiu sobre o processo político italiano através da penetração de indivíduos da sua confiança no Poder Judiciário, no Parlamento, no exército e na imprensa. No período da gestão de Gelli, a P2 conseguiu congregar em  segredo pelo menos mil personalidades de primeiro plano, principalmente do mundo político e da administração do Estado italiano, suscitando um dos mais graves escândalos políticos da história da Itália.
A Loja P2 também esteve envolvida na Operação Gladio (Gladio era o nome das organizações paramilitares que operavam nos bastidores da OTAN).
A P2 foi por vezes referida como um "Estado dentro do Estado" ou um "governo sombra". A loja tinha entre os seus membros proeminentes jornalistas, membros do parlamento, empresários e líderes militares, incluindo Silvio Berlusconi, que mais tarde se tornou primeiro-ministro da Itália, o pretendente da Casa de Savoia ao trono italiano, Victor Emmanuel, e os chefes dos três serviços secretos italianos.
Ao investigar Licio Gelli, a polícia encontrou um documento chamado "Plano para o Renascimento Democrático", que apelava para a consolidação dos meios de comunicação, a supressão dos sindicatos, e a reescrição da Constituição Italiana.
Fora da Itália, a P2 também foi muito ativa na Suécia, no Uruguai, no Brasil e na Argentina, tendo Raúl Alberto Lastiri, presidente interino da Argentina (entre 13 de julho de 1973 a 12 de outubro de 1973) durante o auge da "guerra suja", entre os seus membros. Emilio Massera, que fazia parte da junta militar liderada por Jorge Rafael Videla entre 1976 a 1978, José López Rega, ministro da Previdência Social no governo de Juan Perón e fundador da Aliança Anticomunista Argentina ("Triple A"), e o general Guillermo Suárez Mason também eram membros da loja maçônica.
A complexidade e a amplitude das implicações do "caso P2" foram tais que provocaram a promulgação de leis especiais com a finalidade de impedir a formação de associações secretas, com a aplicação do artigo 18 da Constituição da República Italiana. Uma lei especial de 17 de 25 de janeiro de 1982 dissolveu definitivamente a P2 e tornou ilegal o funcionamento de associações secretas com objetivos semelhantes, implementando o segundo parágrafo do artigo 18 da Constituição italiana.

## Fundação
A "Propaganda" foi fundada em 1877, em Turim, como "Propaganda Massonica". A loja era frequentada por políticos e funcionários públicos italianos incapazes de comparecer às próprias lojas, e incluía membros importantes da nobreza de Piemonte. A loja mudou de nome para "Propaganda Due" após a Segunda Guerra Mundial, quando o Grande Oriente da Itália passou a enumerar suas lojas. Na década de 1960, a loja entrou em decadência e realizou poucas reuniões. Esta loja original teve pouca relação com a loja estabelecida por Licio Gelli em 1966, dois anos após se tornar maçom.
A Maçonaria na Itália tinha sido proibida pelo regime fascista de Benito Mussolini, mas renasceu após a Segunda Guerra Mundial, sob o incentivo dos EUA. No entanto, suas tradições de pensamento livre sob o Risorgimento se transformou em um fervoroso anticomunismo. A crescente influência da esquerda no final da década de 1960 deixou os maçons da Itália profundamente preocupados. Em 1971, Grão-Mestre Lino Salvini do Grande Oriente da Itália e um das maiores lojas maçônicas da Itália, atribuiu a Gelli a tarefa de reorganizar a loja.
Gelli tomou uma lista de "membros adormecidos" — deputados que não foram convidados a tomar parte em rituais maçônicos, já que a maçonaria italiana estava sob controle rigoroso pelos democratas cristãos. A partir dessas conexões iniciais, Gelli conseguiu expandir sua rede em todos os escalões do establishment italiano.
Na década de sessenta, tinha apenas 14 membros permanentes mas quando Licio Gelli passou a administrar na década de sessenta e setenta, passou a mais de 1000 membros no espaço de um ano (na maior parte provenientes da elite italiana). A expansão era certamente ilegal, pois os funcionários públicos são geralmente proibidos de fazer parte de sociedades secretas.

### Expulsão
Em 1974, foi proposta uma moção para apagar a P2 da lista de lojas do Grande Oriente da Itália, que foi aceita em maioria esmagadora. Porém, o Grão-Mestre Lino Salvini autorizou a formação de uma nova Loja P2 no ano seguinte. O Grande Oriente oficialmente expulsou Gelli e a Loja P2 em 1976, mas Gelli permaneceu ativo nos assuntos nacionais do Grande Oriente, financiando a eleição de um novo Grão-Mestre dois anos depois. Em 1981, um tribunal maçônico decidiu que a P2 havia sido dissolvida de facto pelo voto de 1974, e que a loja de Gelli havia operado ilegalmente desde aquela época.

## Descoberta
As atividades da loja P2 foram descobertas pelo Ministério Público ao investigar o banqueiro Michele Sindona, o colapso de seu banco e suas ligações com a máfia.  Em março de 1981, a polícia encontrou uma lista de supostos membros na casa de Gelli em Arezzo. Continha 962 nomes, entre os quais funcionários públicos importantes, políticos importantes (quatro ministros ou ex-ministros e 44 deputados), e uma série de oficiais militares, incluindo os chefes dos três serviços secretos italianos. O futuro primeiro-ministro italiano Silvio Berlusconi estava na lista, embora ele ainda não tivesse ingressado na política na época. Outro membro famoso era Victor Emanuel, Príncipe de Nápoles, o filho do último rei italiano.
O primeiro-ministro Arnaldo Forlani (cujo chefe de gabinete era um membro do P2 também) constituiu uma Comissão Parlamentar de Inquérito, liderada pela democrata-cristã independente Tina Anselmi. No entanto, em maio de 1981, Forlani foi forçado a renunciar devido ao escândalo P2, provocando a queda do governo italiano.
Giovanni Spadolini do Partido Republicano (PRI) foi então nomeado, liderando uma coligação centro-esquerda. Spadolini foi o primeiro Primeiro-Ministro Italiano não pertencente à Democracia Cristã. Todos os cabecilhas dos serviços secretos, entre os quais Vito Miceli, tiveram que se demitir.
Em julho de 1982, novos documentos foram encontrados escondidos no fundo falso de uma mala pertencente à filha de Gelli no aeroporto Fiumicino, em Roma. Os documentos foram intitulado "Memorandum sulla situazione italiana" (Memorando sobre a situação italiana) "Piano di rinascita democratica" (Plano de Renascimento Democrático) e são vistos como o programa político do P2. De acordo com esses documentos, os principais inimigos da Itália eram o Partido Comunista Italiano (PCI) e os sindicatos. Estes teriam de ser isolados e em cooperação com os comunistas (o segundo maior partido da Itália e o maior da Europa Ocidental), foi proposto que o compromisso histórico com Aldo Moro precisava ser interrompido.
O objetivo de Gelli era formar uma nova elite política e econômica para levar a Itália para uma democracia de extrema-direita de forma autoritária, e com uma perspectiva anticomunista. A P2 defendeu um programa de corrupção política ampla: "Os partidos políticos, jornais e os sindicatos podem ser os objetos de possíveis solicitações que poderão assumir a forma de manobras econômico-financeiras. A disponibilidade das verbas que não excedam 30 a 40 bilhões de liras parece suficiente para permitir que os homens cuidadosamente escolhidos, agindo de boa fé, conquistem posições-chave necessárias para o controle geral."

## Organização criminosa

### Comissão Parlamentar dirigida por Tina Anselmi
A Loja foi examinada por uma comissão especial do Parlamento Italiano, dirigida por Tina Anselmi, da Democrazia Cristiana. A conclusão da comissão foi que se tratava de uma organização criminosa secreta, mesmo não sendo encontradas provas específicas sobre os crimes cometidos.
Alegações acerca de relações subreptícias internacionais, sobretudo com a Argentina (Gelli sugeriu repetidamente que era um amigo próximo de Juan Peron) e com algumas pessoas suspeitas de pertencerem à CIA foram também parcialmente confirmadas, mas rapidamente um debate político ultrapassou o nível legal da análise.

### Nova lei Italiana a proibir “Lojas Secretas”
Apesar de terem sido banidas por Mussolini em 1925, as instituições maçónicas foram toleradas em Itália, mas desde logo uma lei especial foi emanada, proibindo Lojas Secretas. O Grande Oriente d'Italia, depois de ter tomado acções disciplinares contra membros com ligações ao P2, afastou-se da Loja de Gelli e declarou ter respeito apenas pelos Maçons honestos. Outras leis introduziram a proibição ou adesão em tais organizações para algumas categorias da função pública (especialmente oficiais do exército). Essas leis foram recentemente questionadas pelo Tribunal Europeu dos Direitos do Homem.

### Escândalo do Banco Ambrosiano
A P2 tornou-se alvo das atenções na questão do colapso do Banco Ambrosiano (um dos principais bancos de Milão cuja maior parte era propriedade do Vaticano), e a morte suspeita em 1982 de seu presidente Roberto Calvi em Londres, de início tida com um suicídio mas mais tarde considerada como assassinato. Levantou-se a suspeição que muitos dos fundos desviados desse banco foram para a P2 e respectivos membros.

### Aldo Moro e a estratégia de tensão
Foi alegado por diversas vezes que a P2 esteve envolvida no assassinato do primeiro-ministro Aldo Moro, morto pelas Brigadas Vermelhas, depois dos Serviços Secretos Italianos terem recusado a fazer um acordo com os raptores, contudo nunca se encontraram provas concretas. Também se suspeitou que a P2 esteve envolvida no Massacre de Bolonha, em 1980, como parte da estratégia da tensão seguida pela Operação Gladio e executada nos bastidores da OTAN, o que levou à abertura de investigações, nos anos 1990, pela Câmara dos Deputados da Itália.

### Irão-Contras e o assassinato do Primeiro-Ministro Sueco Olof Palme
De acordo com uma entrevista dada pelo ex-agente da CIA, Richard Brenneke e Ibrahim Razin ao jornalista da RAI, Ennio Remondino, a P2 recebeu efectivamente fundos da CIA e esteve envolvida igualmente no caso Irão-Contras tal como na estratégia de tensão; aparentemente a CIA suportou a ideia pela sua determinação em fabricar um golpe de Estado caso o Partido Comunista subisse ao poder. Devido à importância destes assuntos, esta entrevista deu azo a uma carta escrita por o presidente italiano Francesco Cossiga ao primeiro-ministro Giulio Andreotti.
"P: Peço perdão, mas a sua declaração é muito séria. Você diz que a P2 foi uma criação, o braço financeiro e organizacional da CIA para destabilizar, para realizar operações especiais na Europa?”
Richard Brenneke: Não há dúvidas. A P2 desde o início da década de setenta foi usada para o tráfico de armamento, para a destabilização de forma encoberta. Foi feito em secretismo para manter as pessoas longe do envolvimento do governo dos EUA. Em muitos casos foi feito directamente através de escritórios da CIA em Roma e outros casos através de centros operacionais da CIA noutros países.”
Richard Brenneke: “A P2 esteve envolvida na operação pela qual eu próprio acabei em tribunal, isso foi o adiar na autorização das hostilidades americanas ao Irão em 1980” (conhecidas como “Surpresa de Outubro”)"
Richard Brenneke afirma ter conhecido Licio Gelli em Paris em Outubro de 1980, numa relação com a “Surpresa de Outubro”. De acordo com ele, William Casey, que mais tarde seria o chefe da CIA, mas nesse tempo era um dos responsáveis pela campanha de Reagan-Bush, estava presente, tal como Donald Gregg, que se tornou embaixador da Coreia do Sul mas que nessa altura trabalhava para a CIA e para o Conselho de Segurança Nacional.
Ibrahim Razin, também entrevistado, afirmou que três dias antes do assassinato de Olof Palme em 1986, Philip Guarino, membro do círculo Republicano, em torno de George H. W. Bush, recebeu um telegrama assinado por Licio Gelli e enviado por um dos seus homens, Umberto Ortolani, de “uma das regiões mais a Sul do Brasil”. O telegrama dizia: “Diz ao nosso amigo que a palmeira sueca vai ser arrancada.” Até hoje o assassinato de Olof Palme não foi resolvido.
De acordo com Ibrahim Razin: “A P2 estava no cerne, era um os principais intervenientes no tráfico ilegal de armamento que estava ligado ao tráfico de estupefacientes desde o início. A P2 também teve uma contribuição substancial no branqueamento de capitais provenientes destas actividades de país para país.“ Respondendo à questão das relações CIA-P2 Razin diz: “Suficiente para constatar como a P2 estava envolvida na questão do Banco Ambrosiano e com Michele Sindona, e de como a CIA esteve envolta em diversas manipulações financeiras. Por exemplo, nos Estados Unidos o grande escândalo envolvendo os bancos S&L são por demais conhecidos. O procurador do Estado do Texas encontrou provas do envolvimento da CIA com a falência de muitos desses bancos que usaram fundos ilegais nas suas operações. O homem que sabe muito sobre isto é Richard Brenneke, um ex-agente da CIA do Oregon.."

## Lista de Licio Gelli de membros do P2 encontrada em 1981
A lista contém 962 nomes (incluindo Gelli). Alegou-se que pelo menos mil nomes ainda são mantidos em segredo, já que os números de adesão começam com o número 1.600, o que sugere que a lista completa ainda não foi encontrada. A lista inclui todos os chefes dos serviços secretos, 195 diferentes oficiais das forças armadas (12 generais da Carabinieri, 5 da polícia financeira Guardia di Finanza, 22 do exército, 4 da força aérea e 8 almirantes), bem como 44 membros do parlamento, 3 ministros e um secretário de um partido político, os principais magistrados, alguns prefeitos e chefes de polícia, banqueiros e empresários, funcionários públicos, jornalistas e radialistas. Também estam incluídos um alto funcionário da Banca di Roma, o terceiro maior banco da Itália na época, e um ex-diretor-geral da Banca Nazionale del Lavoro (BNL), o maior do país.

### Pessoas notáveis na lista de Gelli

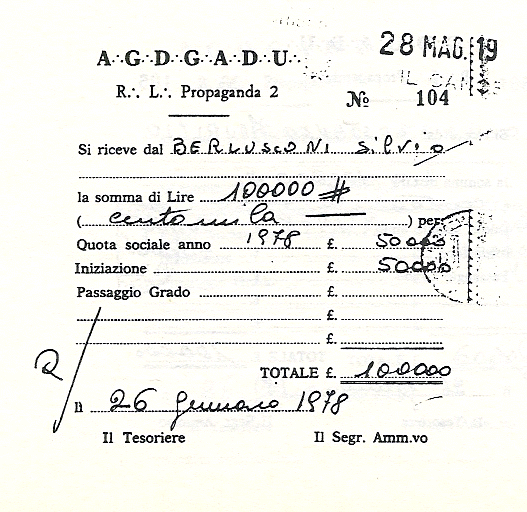
Recepção para a adesão de Silvio Berlusconi à Loja Maçônica P2.

Alguns indivíduos importantes incluem:
- Silvio Berlusconi, empresário, futuro fundador do partido político Forza Italia e primeiro-ministro da Itália.[18][19]
- Michele Sindona, banqueiro ligado à Máfia.[20]
- Roberto Calvi, o chamado "banqueiro de Deus", supostamente morto pela Máfia.[20][21]
- Umberto Ortolani, principal membro da P2.[22]
- Franco Di Bella, diretor do Corriere della Sera.[19][23] Di Bella havia encomendado uma longa entrevista com Gelli, que falou abertamente de seus planos para um "renascimento democrático" na Itália, incluindo o controle sobre os meios de comunicação. A entrevista foi realizada pelo apresentador de televisão Maurizio Costanzo, que também seria exposto como um membro do P2.[24]
- Angelo Rizzoli Jr., proprietário do Corriere della Sera, atualmente produtor de cinema.[19]
- Bruno Tassan Din, diretor-geral do Corriere della Sera.[19]
- General Vito Miceli, chefe da SIOS (Servizio Informazioni), Serviço de Inteligência do Exército italiano de 1969 e chefe da SID de 18 de outubro de 1970 a 1974. Preso em 1975 sob a acusação de "conspiração contra o Estado", relativo aos inquéritos sobre Rosa dei Venti, um grupo infiltrado do Estado envolvido na estratégia de tensão, mais tarde ele se tornou um membro do Movimento Social Italiano (MSI).[25][26]
- Federico Umberto D'Amato, líder de uma célula de inteligência (Ufficio affari riservati) no ministério do Interior italiano.[27][28]
- Federico Carlos Barttfeld (Argentina), embaixador na Iugoslávia de 1991 a 1995,[7] sub-secretário de Estado no governo de Néstor Kirchner, aliviado de suas funções em 2003 após alegações de participação na Guerra Suja.[29]
- Emilio Massera (Argentina), um membro da junta militar liderada por Jorge Rafael Videla em Buenos Aires de 1976 a 1978.[7]
- José López Rega (Argentina), Ministro argentino da Previdência Social no governo Perón, fundador da Aliança Anticomunista Argentina ("Triple A").[7]
- General Giuseppe Santovito, chefe do serviço de inteligência militar SISMI (1978–1981).[14][25]
- Admiral Giovanni Torrisi, Chefe do Estado Maior Geral do Exército.[14][25]
- General Giulio Grassini, chefe do serviço de inteligência SISDE (1977–1981).[14][25]
- General Pietro Musumeci, vice-diretor do serviço de inteligência militar da Itália, SISMI.[25]
- General Franco Picchiotti.[25]
- General Giovambattista Palumbo.[25]
- General Raffaele Giudice, comandante da Guardia di Finanza (1974–1978).[25] Nomeado por Giulio Andreotti, Giudice conspirou com magnata do petróleo Bruno Musselli e outros em uma lucrativa fraude fiscal de no máximo $2.2 bilhões.[14][30]
- General Orazio Giannini, comandante da Guardia di Finanza (1980–1981).[25] No dia em que a lista foi descoberta, Giannini telefonou para o oficial encarregado da operação, e disse-lhe (segundo o depoimento do agente para a comissão parlamentar): "É melhor você saber que encontrou algumas listas. Eu estou nessas listas — tenha cuidado, porque assim também estão todos dos mais altos escalões (eu entendi 'do Estado') … cuidado, a Força vai ser esmagada por estes".[10]
- Carmine Pecorelli, um jornalista polêmico, assassinado em 20 de março de 1979. Ele tinha desenhado conexões em um artigo de maio de 1978 entre o sequestro de Aldo Moro e a Operação Gladio[31]
- Maurizio Costanzo, apresentador de programa popular de televisão da Mediaset (Mediaset é a rede comercial de televisão de Berlusconi).[24]
- Pietro Longo, secretário do Partido Democrático Socialista Italiano (PSDI).[32]
- Fabrizio Cicchitto, membro do Partido Socialista Italiano, que mais tarde aderiu ao partido de centro-direita de Berlusconi, Forza Italia.[14]